# Allard J1
Pour les articles homonymes, voir Allard et J1.
L'Allard J1 (et variantes K1 et L1) est une voiture de sport roadster, de l'ancien constructeur automobile britannique Allard (1936-1966) construite à 12 exemplaires entre 1946 et 1947,

## Histoire
Sydney Allard (passionné de mécanique et de compétition automobile) fonde sa société Allard en 1936 pour fabriquer ses premiers prototypes de voitures de compétition Allard V8 (de) et Allard V12 (de) (1937-1939) d'avant guerre.

Allard J1
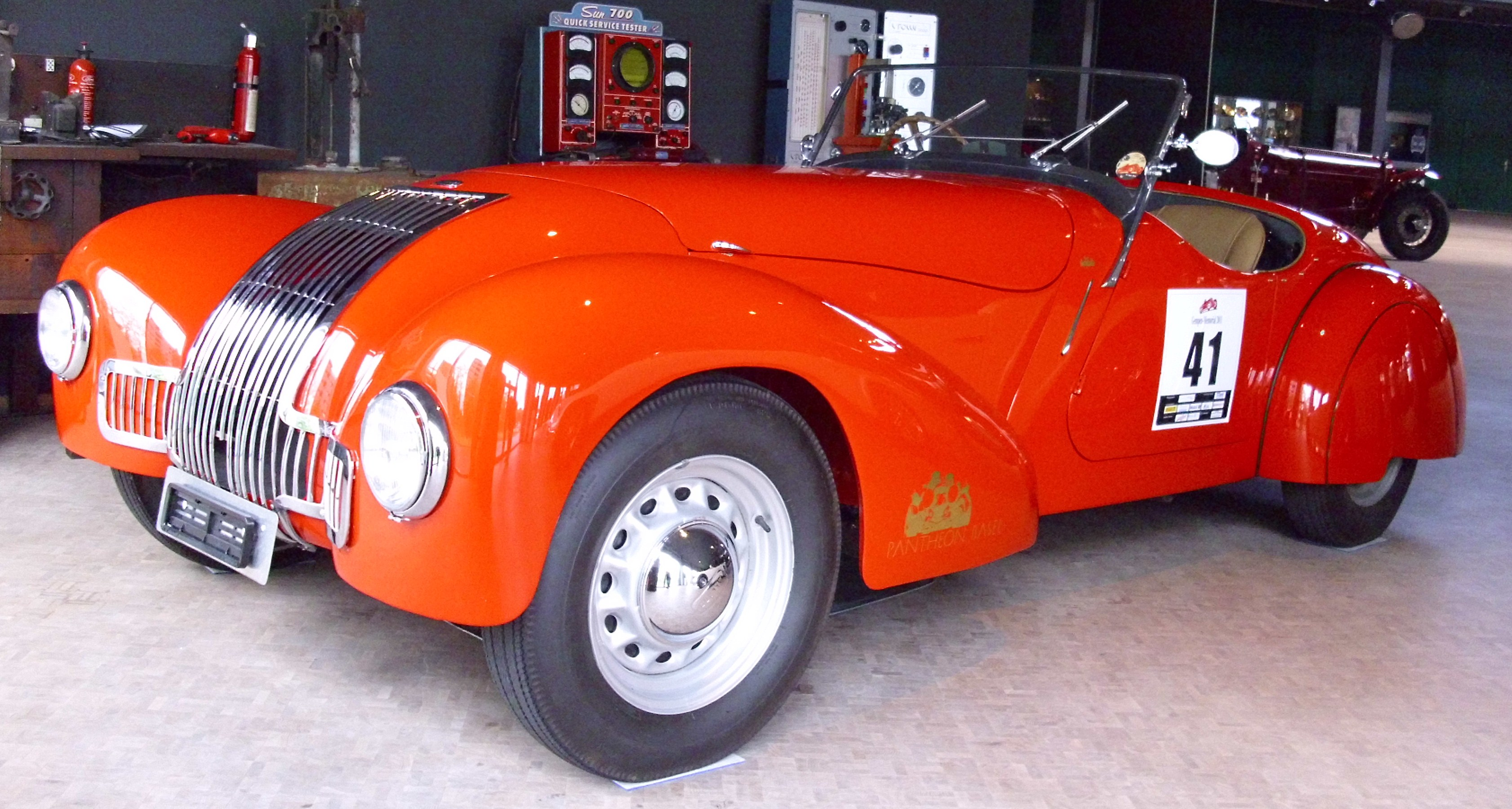
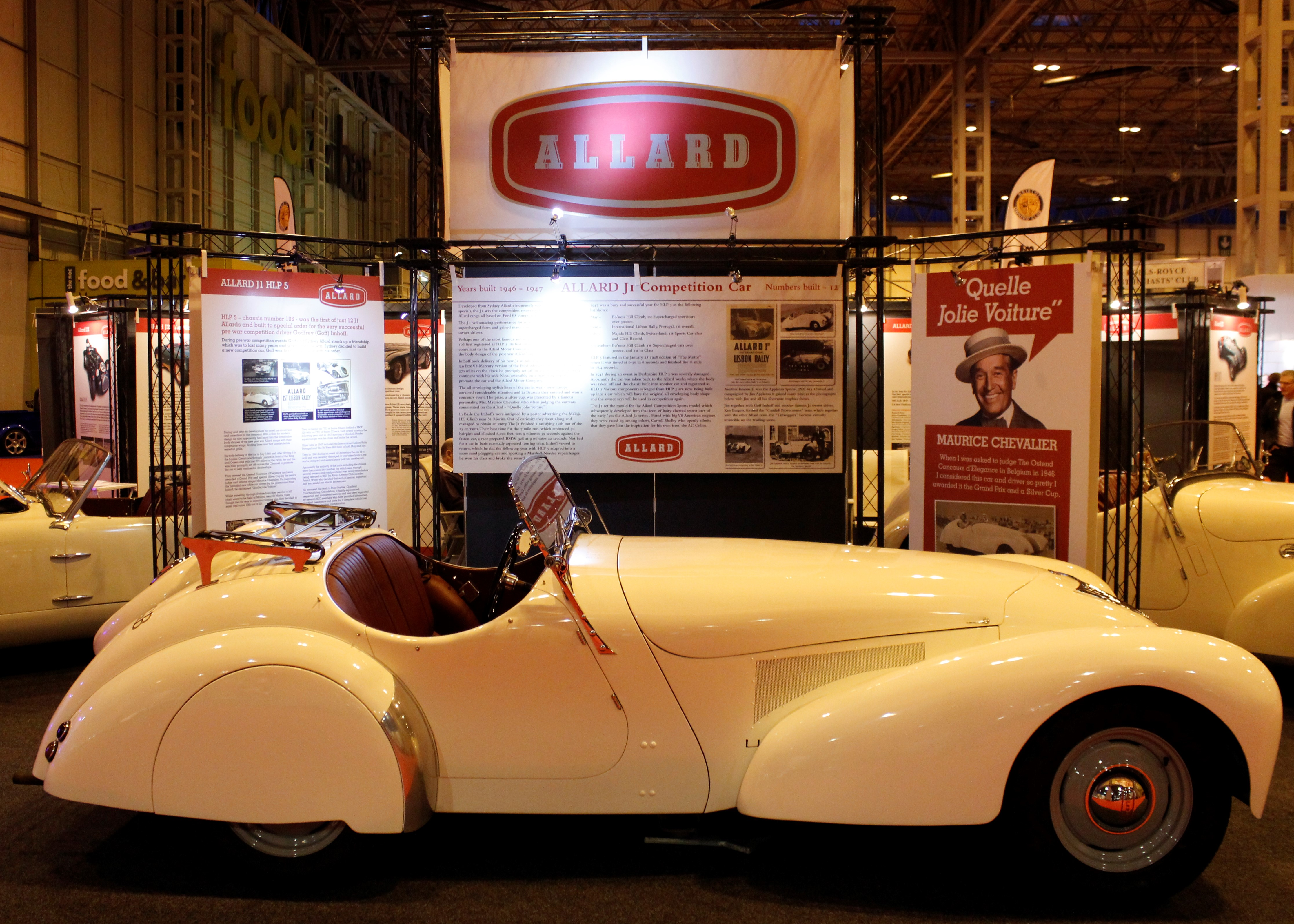
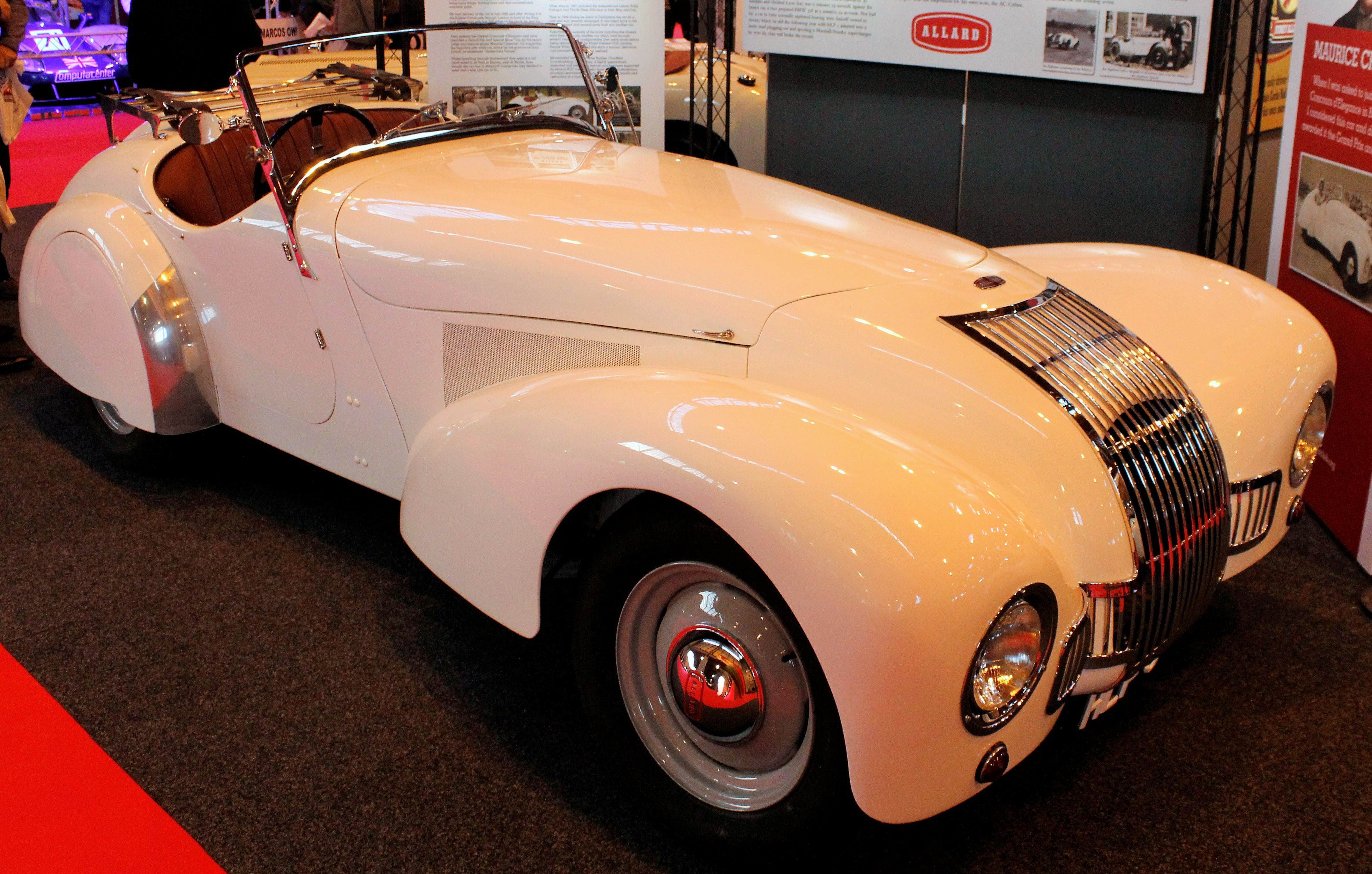

Il s'installe à la fin de la Seconde Guerre mondiale, en 1946, à Clapham dans le Grand Londres en Angleterre, pour fabriquer des voitures de sport roadster anglaises et prototypes de compétition, dont cette Allard J1 (déclinée en version K1 à 51 exemplaires et L1 à 91 exemplaires). 

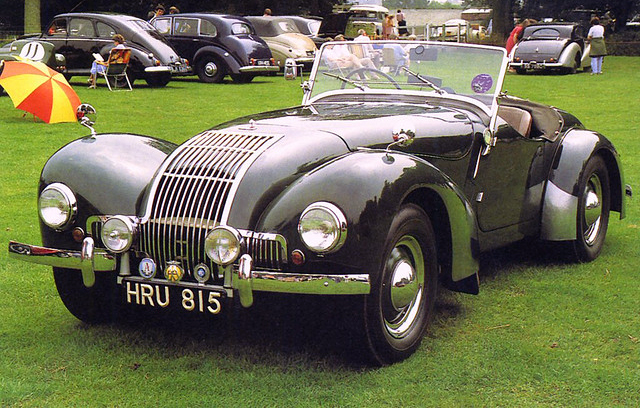
Allard K1
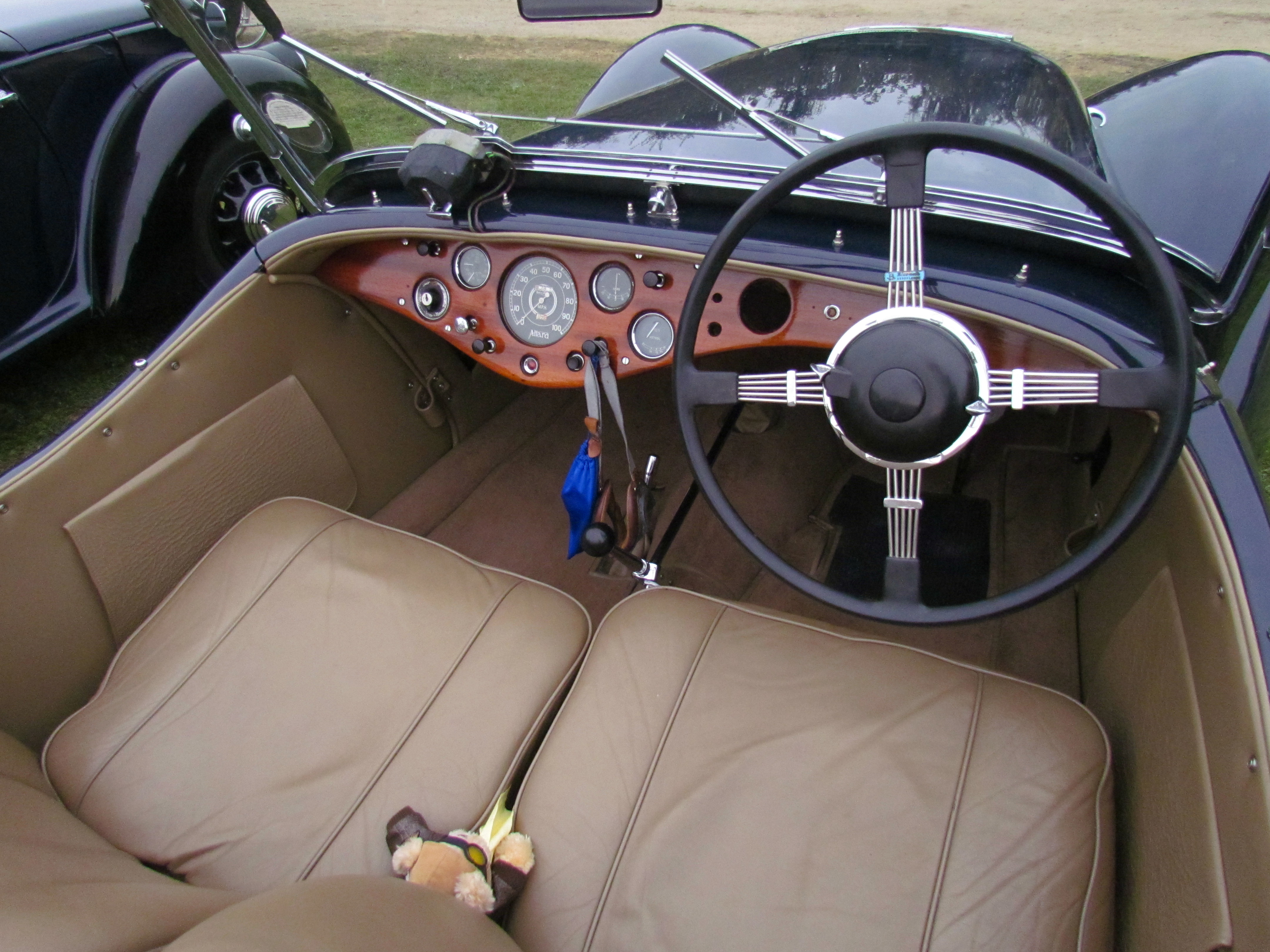
Allard L1
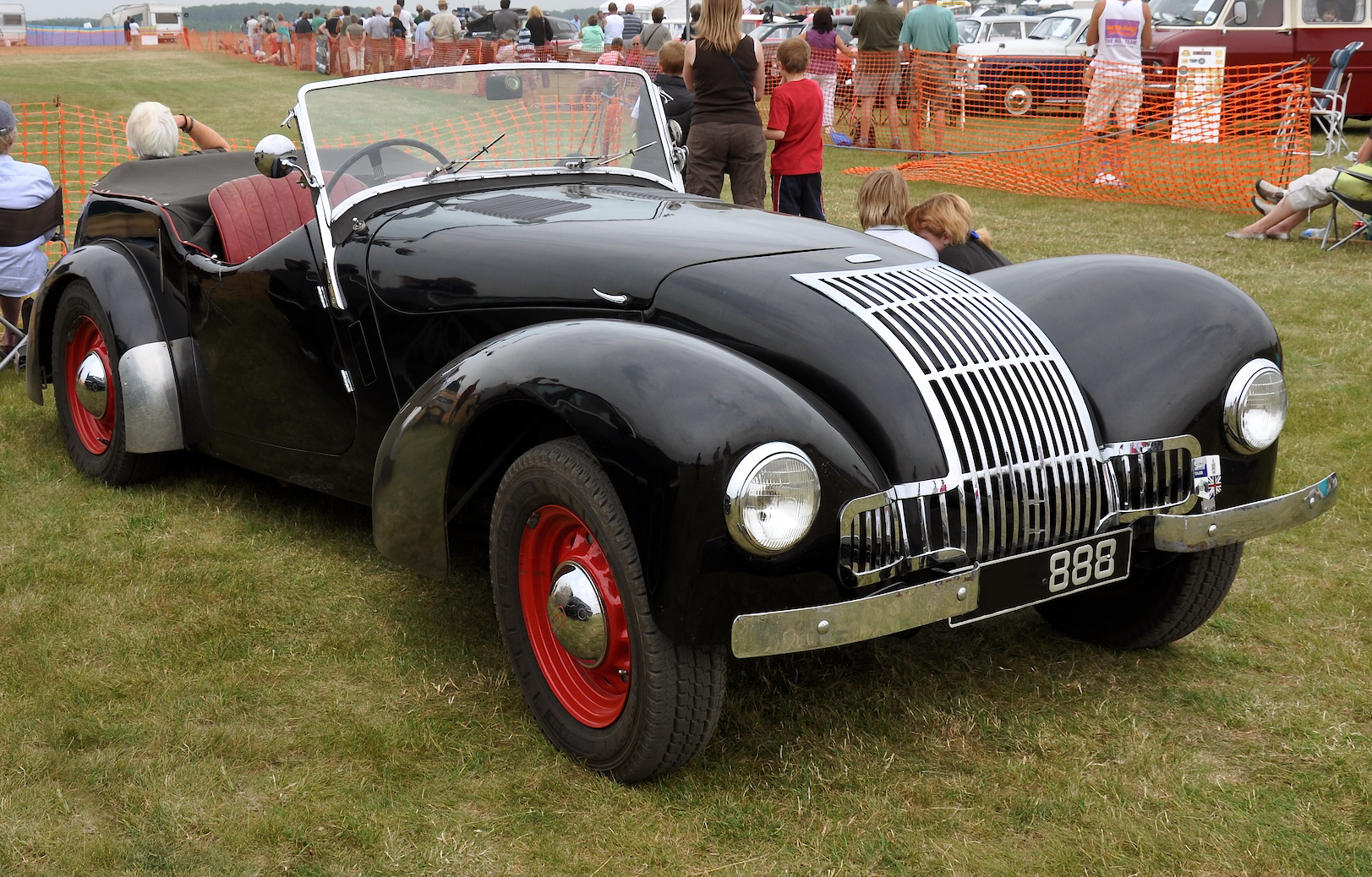
Allard L1

Elles concurrencent entre autres les roadsters anglais de l'époque Morgan 4/4, Triumph Roadster, MG T-type, AC 2-Litre (en), Bristol 400, Jaguar XK120 (et autres cyclecar de moindre puissance)... Le modèle Allard J2 (et variante K2) lui succède en 1949.

### Design
La carrosserie des J1, K1 et L1 est créée par le pilote de course et designer de la marque Godfrey Imhof.

### Motorisation
Elle est motorisée par un moteur V8 Ford américain des Allard V8 (de) précédentes (de Ford Pilot britannique) de 3,6 L pour 85 ch, et 140 à 160 km/h de vitesse de pointe,, ou bien par un moteur V8 Mercury de 3,9 L pour 100 ch,,.

## Palmarès
Les Allard J1 remportent de nombreuses compétitions de l'époque, entre autres avec les fondateur et pilote désigner de la marque Sydney Allard et Godfrey Imhof, dont :
- 1948 : Coupe des Alpes (automobile)